# Ördöngösfüzes
Ördöngösfüzes (románul Fizeșu Gherlii) falu Romániában, Kolozs megyében, az azonos nevű község központja.

## Fekvése
Szamosújvártól 6 kilométerre keletre, a Mezőség északi részén fekszik.

## Nevének eredete
Füzes nevét fűzfái után, ördöngös nevét veszedelmes, lápos, mocsaras helyen való fekvése után kapta.

## Története
Ördöngősfüzes, Füzes Árpád-kori település. Nevét már 1173-76, 
1230-ban említették az oklevelek Fizesteleke, 1235 -ben pedig p. Fizestelek néven. Ősi temploma 1176–1196 körül épült. Füzest még III. Béla király adta a Wass család  őseinek: Lob és Tamás testvéreknek, és az adományt Béla herceg 1230-ban meg is erősítette Lob Chama részére.
1354-ben vitás volt Szék város és a Szentegyediek között (Gy 2: 69). 
1456-1457-ben Fyzes néven, Bálványos vár tartozékaként és a Bánfiak birtokát említették az oklevelek, 1458-ban Mátyás király Vingárdi Geréb Jánosnak; Erdély alkormányzójának adományozta. 1463-ban a Bánffyak és Várdaiak birtokába került. 1467-ben azonban Mátyás király a Bánffyak hűtlensége miatt a nagyváradi püspökségnek adományozta. 1486-ban egy fennmaradt oklevélben Fwzyesthelek-i Mihályné: Márta is említve volt.
1601-ben Csáky István erdélyi kapitány az erdélyi rendek jóváhagyásával az eddig Szamosujvárhoz tartozó birtokot, melyet Mihály vajdától kapott, Kereszturi Kristóf özvegyének Körösi Ilonának és leányának, Katalinnak, Kornis Boldizsár özvegyének adta cserébe ezek györgyfalvi, patai és több más részbirtokaikért, melyet ők még Báthory Zsigmondtól kaptak.
1606-ig volt Kornis Boldizsár birtoka, ekkor tőle, mint Szamosujvárhoz tartozó fiskális birtokot, visszavették, 1607-ben azonban Rákóczy Zsigmond fejedelem neki visszaadni rendelte el a birtokot, majd 1608-ban Báthory Gábor fejedelem azt Kornis Boldizsárnak adományozta.
1637-ben Füzes mint I. Rákóczi György birtoka volt említve.
1694-ben nagyrészt kincstári birtok.
További névváltozatai: 1587-ben Fewszes, 1637-ben Füzes, 1733-ban Eördöngös-Füzes, 1808-ban Füzes (Ördöngös-), 1888-ban Ördöngös-Füzes (Fizes), 1913-ban Ördöngösfüzes.
A trianoni békeszerződés előtt Szolnok-Doboka vármegye Szamosújvári járásához tartozott.
1850-ben 2734 lakosából 1930 román, 713 magyar, 12 zsidó és 74 roma volt. 1910-ben 1633 lakosából 965 magyar, 667 román volt. Ebből 665 görögkatolikus, 905 református volt.
1992-ben a nemzetiségi összetétel a következőképpen alakult: 1526 román, 704 magyar és 388 roma.

## Látnivalók
- Református templom - Falai a román kori régi épületből maradtak meg. Szentélye egyenes záródású, sima falain egyszerű résablakok találhatóak. Gótikus kori átépítésből származik a déli kapu és a négyezet keresztboltozata. Kazettás mennyezetét 1675-ben Ecsedi Asztalos István és Fogarasi Mihály készítették. A torony 1924-ben épült.
- Csukás-tó - Természetvédelmi terület a falu közelében található.